# Faustina Major
Ànnia Galèria Faustina coneguda com a Faustina Major es va casar amb Antoní Pius, quan encara no era emperador. Quan el 138 el seu marit va accedir al càrrec d'emperador, va rebre el títol d'Augusta. Però no va usar gaire aquest honor, ja que va morir, l'any 141, amb 37 anys. Faustina va ser l'única filla coneguda del cònsol i prefecte Marc Anni Ver i de Rupilia Faustina.
Faustina va morir prop de Roma, potser a la finca d'Antoní Pius de Lorium, a l'Etrúria. Antoní Pius va quedar dessolat a la mort de Faustina i va fer moltes coses per honorar la seva memòria. Va demanar al Senat la seva deificació (la seva apoteosi va ser representada en una columna honorífica) i li va dedicar el Temple d'Antoní i Faustina al Fòrum Romà. El Senat va autoritzar que les seves estàtues fossin d'or i plata. Antoní també va ordenar diverses monedes amb el seu retrat, que portaven inscrit DIVA FAVSTINA ("Divina Faustina"). Les seves restes van ser enterrades al Mausoleu d'Adrià. Les monedes que porten el seu nom i efígie superen, tant en nombre com en varietat de tipus, les batudes en honor de qualsevol altre personatge reial després de mort.